# Frente Popular Unido (Singapur)
El Frente Popular Unido (en inglés: United People's Front; en chino: 人民联合阵线; en malayo: Barisan Rakyat Bersatu; en tamil: ஐக்கிய மக்கள் முன்னணி) fue un partido político singapurense de ideología socialista registrado legalmente el 20 de marzo de 1975 y encabezado por el dirigente político Harbans Singhs durante toda su existencia. Se fundó con la deserción de miembros del Frente Socialista (BS) y el Partido de la Justicia de Singapur (SJC).
La formación participó en las elecciones de 1976, 1980, 1984 y 1988. Asimismo, postuló candidatos en las elecciones parciales de 1979 en el distrito de Sembawang, y en la de Anson de 1981, donde Singhs obtuvo solo el 0,97% de los votos ante J. B. Jeyaretnam, del Partido de los Trabajadores (WP), que se convirtió en el primer parlamentario opositor desde la independencia; y Pang Kim Him, del Partido de Acción Popular (PAP).
Después de los comicios de 1988, el UPF pasó a la inactividad política.